# زمان شکار
زمان شکار (کره‌ای: 사냥의 시간) یک فیلم اکشن دلهره‌آور ویران‌شهری محصول ۲۰۲۰ کره جنوبی به نویسندگی و کارگردانی یون سونگ هیون است. این فیلم در ۲۳ آوریل ۲۰۲۰ در سراسر جهان از طریق نتفلیکس منتشر شد. این فیلم در نسخهٔ ویران‌شهری کره جنوبی واقع شده‌است و داستان گروهی از دوستان را دنبال می‌کند که نقشهٔ یک سرقت را می‌کشند و پس از انجام مأموریت، توسط یک قاتل مرموز تعقیب می‌شوند.

## بازیگران

### اصلی
- لی جه هون در نقش جون سوک
- آن جه-هونگ در نقش جانگ هو
- چوی وو شیک در نقش کی هون
- پارک جونگ-مین در نقش سانگ سو
- پارک هه-سو در نقش هان